# Karwendel-Kaserne

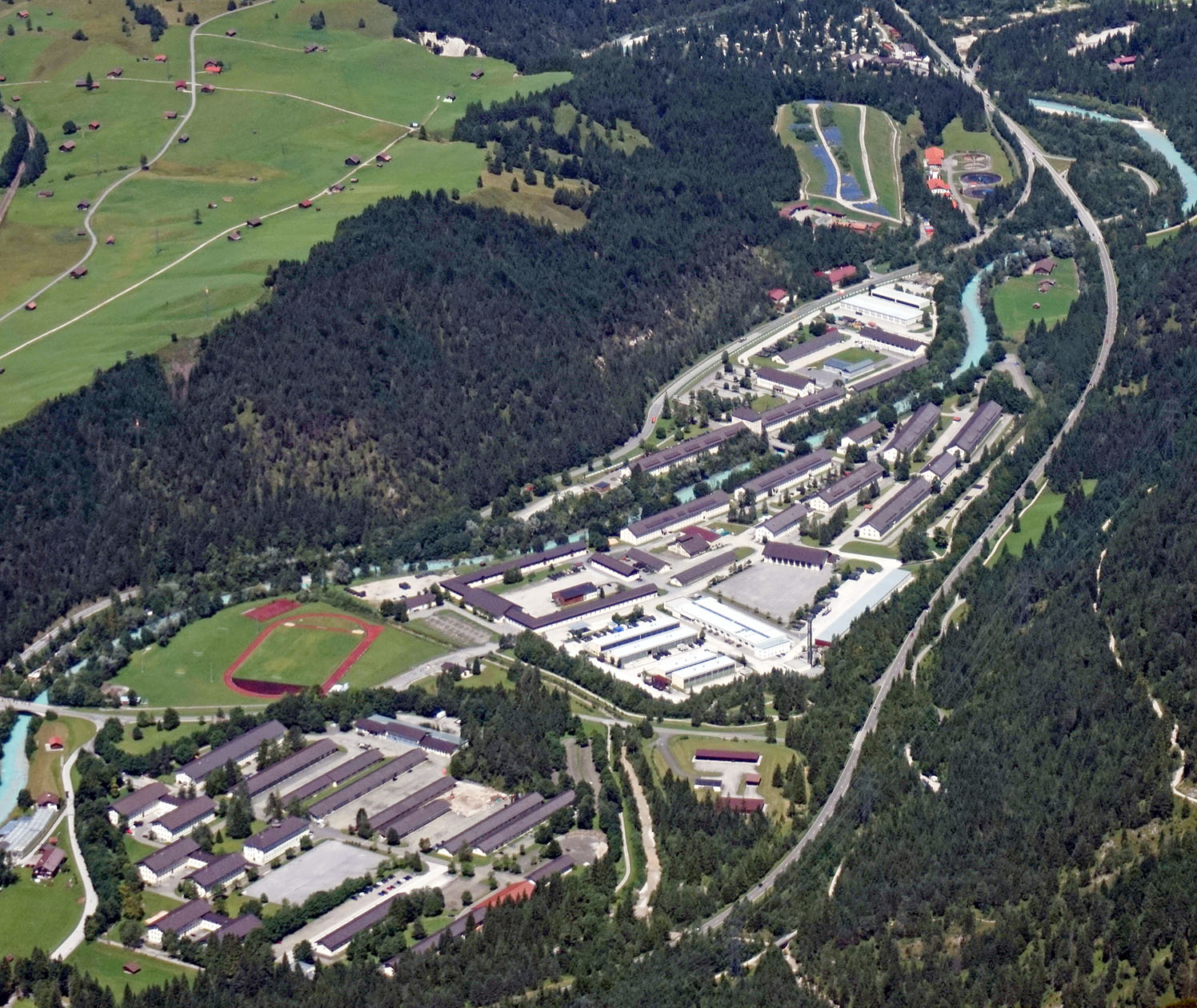
Karwendel-Kaserne im Bild unten links

Die Karwendel-Kaserne (1937–1945 Ludendorff-Kaserne, 1945–1964 Pionier-Kaserne, 1964–1995 General-Kübler-Kaserne) ist eine Kaserne der Bundeswehr in Mittenwald in Bayern, in der die Gebirgs- und Winterkampfschule stationiert ist.

## Lage
Die Kaserne liegt im Landkreis Garmisch-Partenkirchen etwa zweieinhalb Kilometer nordnordöstlich vom Ortszentrum Mittenwalds. Circa dreieinhalb Kilometer südöstlich verläuft die Staatsgrenze zu Österreich. Östlich der Kaserne verläuft die Bundesstraße 2, westlich die Staatsstraße 2542 und die Isar. Unmittelbar nördlich schließt sich mit der Edelweiß-Kaserne ein weiteres Objekt der Bundeswehr an. Etwa zweieinhalb Kilometer nördlich liegt eine Standortschießanlage, zwei Kilometer westlich der Standortübungsplatz Mittenwald mit der Luttensee-Kaserne.

## Benennung
Die Kaserne ist nach der Gebirgsgruppe Karwendel benannt. Zuvor hieß sie General-Kübler-Kaserne nach Ludwig Kübler. Von 1937 bis 1945 war sie nach Erich Ludendorff benannt.

## Geschichte
Die Kaserne wurde 1937 errichtet.

## Dienststellen
Folgende Dienststellen (Auswahl) sind bzw. waren in der Kaserne stationiert:
aktuell:
- Gebirgs- und Winterkampfschule
- Unterstützungspersonal Standortältester Mittenwald
- Evangelisches Militärpfarramt Mittenwald
- Katholisches Militärpfarramt Mittenwald

ehemalig:
- Gebirgsjägerbataillon 222 (1981 Umbenennung)
- Gebirgsjägerbataillon 234 (ab 1981)